# Carmen García de Castro
Carmen García de Castro (Sorbas, Almeria, 7 de maig de 1886 - Alfara, 1969) va ser una mestra de la II República que va ser represaliada per les seves idees polítiques.
Va ser catedràtica i directora de l'Escola Normal de València i l'any 1929 va ser expedientada per “difondre entre les seves alumnes doctrines pernicioses”.
Era la sisena filla d'Adelaida García de Castro i el seu marit, jutge de primera instància a la localitat, tots dos d'Écija. Sent jove es traslladà, al costat de la seva germana Adelaida, a Màlaga, on va estudiar Magisteri a l'Escola Normal femenina. Va tenir com a professores Suceso Luengo i Aurora Larrea, dues mestres feministes, regeneracionistes i institucionalistes que havien introduït a la Normal la gimnàstica sueca, les excursions, laboratoris i biblioteques. Gràcies a la influència de totes dues, Carmen seria feminista, pacifista i, quan va ser mestra, va transmetre aquests principis als seus alumnes. El 1910 es traslladà a Madrid, on continuaria els seus estudis a l'Escola d'Estudis Superiors de Magisteri, que tenia idees molt properes a la Institución Libre de Enseñanza.
Després dels estudis, prengué possessió de la seva plaça a l'Escola Normal de Cadis, per passar més tard a exercir ja com a numerària a Albacete, on seria directora de la Escuela Normal Femenina. A Albacete es casà i es traslladà a Andalusia.
En 1922 es reincorporà com a professora de Pedagogia a la Normal de València, i és en aquest moment que inicià la seva vida pedagògica, vinculada als principis de la Institución Libre de Enseñanza, la qual cosa li va valer una sanció per immoralitat l'any 1929, acusada d'imposar a les alumnes la lectura de Gargantua y Pantagruel, de Rabelais', i de recomanar les obres de Concepción Arenal, Maria Montessori, Montaigne, Rousseau, Balzac, Zola, Bertha von Suttner i Tolstoi.
Després de la sanció tornà a la seva feina el 1930 i començà una etapa professional molt fecunda en la qual participà en les colònies de la FUE i a la biblioteca de la Normal. És en aquest període quan tingué com a alumna Guillermina Medrano. A més es va afiliar a la FETE.
Una vegada finalitzada la Guerra Civil, en 1939, fou detinguda i depurada, i sancionada amb la separació definitiva del magisteri.
Acompanyà la seva filla Ana, quan aquesta es traslladà a viure a Alfara, on tenia una farmàcia. I mai més es dedicà a l'ensenyament.

## Llegat
Part de les seves idees i del seu compromís amb la innovació pedagògica són recollides en un documental de Pilar Pérez Solano, titulat “Les Mestres de la República”.